# ...E fu subito Nardi
...E fu subito Nardi è un album del cantante italiano Mauro Nardi del 1999 contenente 10 brani in lingua napoletana.

## Tracce
1. Signora – 5:21 (A. Casaburi - F. Percopo)
2. Si tu – 5:11 (A. Casaburi - A. Borrelli)
3. Core carnale – 4:30 (R. Passaretti - F. Mattiucci)
4. Nun te voglio fa' sbaglia' – 4:21 (V. D'Agostino - A. Borrelli)
5. Si 'o core s'annamora – 3:36 (A. Aprile - B. Gallo)
6. Si nascesse ancora – 4:08 (V. D'Agostino - A. Borrelli)
7. Dio s'e' sbagliato – 4:16 (A. Casaburi - F. Staco)
8. Patrizia – 4:36 (F. Percopo - A. Casaburi)
9. 'E guaglione 'nnammurate – 4:35 (A. Casaburi - F. Percopo)
10. Ce vulesse 'o mare – 5:10 (A. Casaburi - P. Manzo - A. Borrelli)